# Catocala chiricahua
Catocala chiricahua är en fjärilsart som beskrevs av Poling 1901. Catocala chiricahua ingår i släktet Catocala och familjen nattflyn. Inga underarter finns listade i Catalogue of Life.

## Bildgalleri

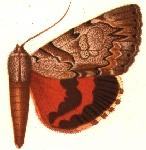